# L'Esquerra (Alemanya)
L'Esquerra (alemany: Die Linke) és un partit polític alemany creat el juny de 2007, després de la unió del Treball i Justícia Social - L'Alternativa Electoral (WASG) i del Die Linkspartei (PDS). En l'àmbit federal sempre ha format part de l'oposició.

## Fundació i ideologia
Fundat el 16 de juny de 2007 després que de la unió de Die Linkspartei (PDS), hereu del del Partit Socialista Unificat d'Alemanya (Sozialistische Einheitspartei Deutschlands, SED), i l'Treball i Justícia Social - L'Alternativa Electoral (WASG), format poc per membres de l'ala esquerra del Partit Socialdemòcrata d'Alemanya (SPD), sindicalistes i altres activistes d'esquerres.
Els seus primers copresidents van ser Lothar Bisky, provinet del PDS, i Oskar Lafontaine exdirigent del Partit Socialdemòcrata provinent de la WASG. L'Esquerra està afiliat al Partit de l'Esquerra Europea.
L'Esquerra se situa políticament a l'esquerra de tots els altres partits representats al Bundestag, anomenant la seva ideologia socialisme democràtic. Dins del partit hi ha diverses tendències o ales, oscil·lant entre l'anticapitalisme (Antikapitalistische Linke), el comunisme (Kommunistische Plattform, KPF), el socialisme llibertari (Emanzipatorische Linke) i posicions més reformistes (Netzwerk Reformlinke) o socialdemòcrates (Sozialistische Linke, Forum Demokratischer Sozialismus).
La Fundació Rosa Luxemburg és afiliada a Die Linke.

## Història
Des de la seva fundació ha tingut èxits electorals, en alguns dels estats alemanys, perquè fins i tot ha entrat als parlaments dels estats de l'antiga RFA (considerant-se successora del principal partit de la RDA). Tot i que anteriorment l'antic PDS ja havia obtingut representació en els estats de Berlín, Brandenburg, Mecklemburg-Pomerània Occidental, Saxònia, Saxònia-Anhalt i Turíngia.
La seua actual seu es troba a la Karl-Liebknecht-Haus de Berlín, que històricament va ser la seu del Partit Comunista d'Alemanya (KPD) fins que els nazis la confiscaren l'any 1933.
Després de la forta caiguda en el suport a les eleccions federals alemanyes de 2021, en 2022 Janine Wissler i Martin Schirdewan van ser els escollits per copresidir el partit. L'octubre del 2023 va patir una escissió encapçalada per la vicepresidenta Sahra Wagenknecht, que formaria el Aliança Sahra Wagenknecht - Per la Raó i la Justícia (BSW) amb nou diputats més, reduint el grup parlamentari a 28 membres. El 19 d'octubre de 2024, Ines Schwerdtner i Jan van Aken van ser els escollits per liderar el partit, que va millorar notablement els resultats en les eleccions federals alemanyes de 2025.

## Resultats electorals

### Bundestag
| Any     | Circumscripció | Circumscripció | Llista de partit | Llista de partit | Escons   | +/– | Govern   |
| Any     | Vots           | %              | Vots             | %                | Escons   | +/– | Govern   |
| ------- | -------------- | -------------- | ---------------- | ---------------- | -------- | --- | -------- |
| 2005[a] | 3,764,168      | 8.0 (#4)       | 4,118,194        | 8.7 (#4)         | 54 / 614 | 52  | Oposició |
| 2009    | 4,791,124      | 11.1 (#3)      | 5,155,933        | 11.9 (#4)        | 76 / 622 | 22  | Oposició |
| 2013    | 3,585,178      | 8.2 (#3)       | 3,755,699        | 8.6 (#3)         | 64 / 631 | 12  | Oposició |
| 2017    | 3,966,035      | 8.6 (#4)       | 4,296,762        | 9.2 (#5)         | 69 / 709 | 5   | Oposició |
| 2021    | 2,306,755      | 5.0 (#7)       | 2,269,993        | 4.9 (#7)         | 39 / 735 | 30  | Oposició |
| 2025    | 3,932,584      | 7.9 (#5)       | 4,355,382        | 8.8 (#5)         | 64 / 630 | 25  | Oposició |

a  Com a WASG i PDS.

### Parlament Europeu
| Any  | Líder             | Vots      | %         | Escons | +/– | Grup    |
| ---- | ----------------- | --------- | --------- | ------ | --- | ------- |
| 2009 | Lothar Bisky      | 1,968,325 | 7.5 (#5)  | 8 / 99 | 1   | GUE-NGL |
| 2014 | Gabi Zimmer       | 2,167,641 | 7.4 (#4)  | 7 / 96 | 1   | GUE-NGL |
| 2019 | Martin Schirdewan | 2,056,010 | 5.5 (#5)  | 5 / 96 | 2   | GUE-NGL |
| 2024 | Martin Schirdewan | 1,091,268 | 2.74 (#8) | 3 / 96 | 2   | GUE-NGL |